# Ophiacantha iquiquensis
Ophiacantha iquiquensis är en ormstjärneart som beskrevs av Castillo 1968. Ophiacantha iquiquensis ingår i släktet Ophiacantha och familjen knotterormstjärnor. Inga underarter finns listade i Catalogue of Life.